# Суговушан (Агдеринский район)
Суговушан (азерб. Suqovuşan), до 2020 года Мадагиз (азерб. Madagiz), — село в Чайлинском сельском административно-территориальном округе Агдеринского района Азербайджана.

## География

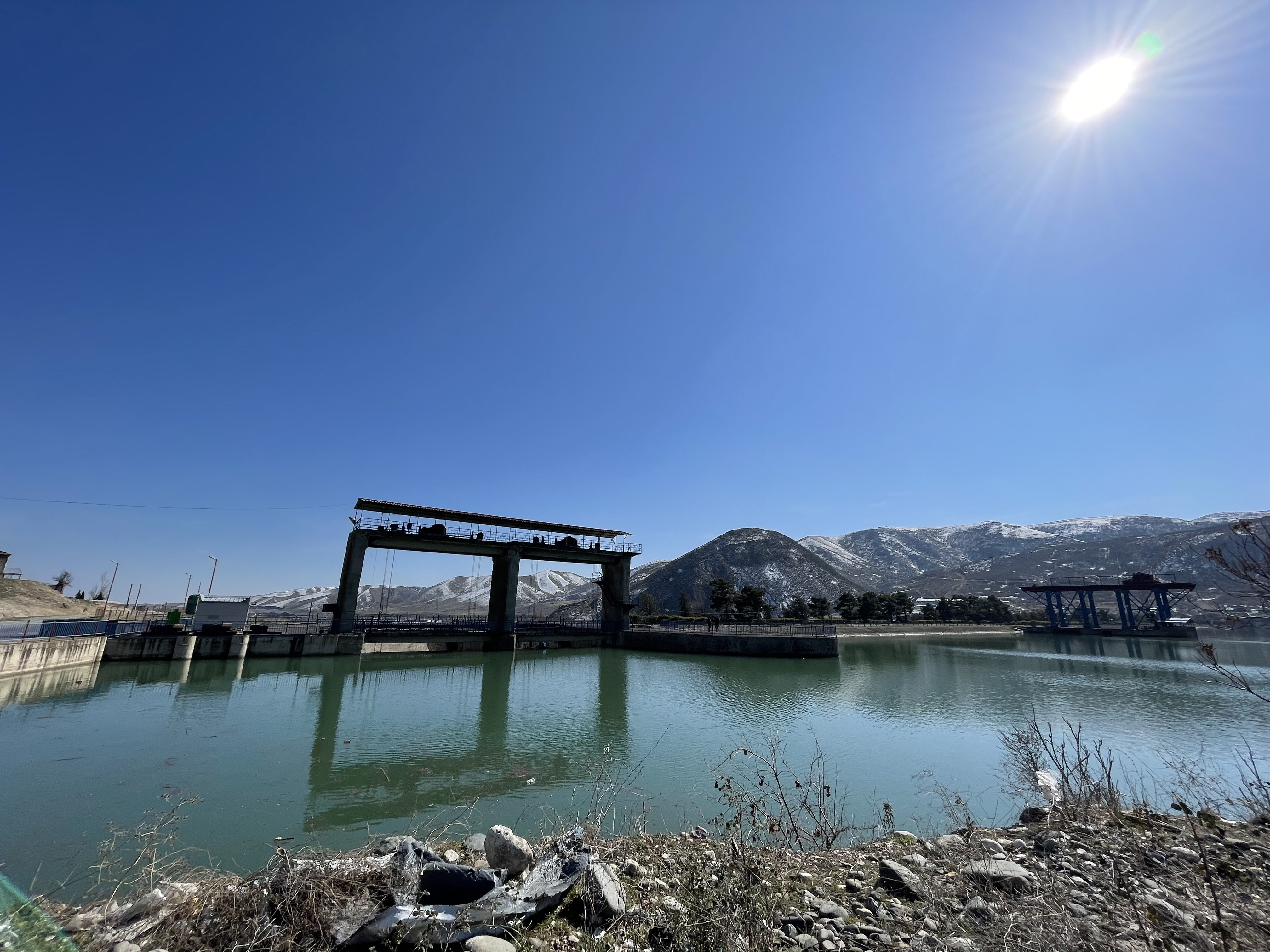
Суговушанское водохранилище. Фото 2021.

Сёла Чайлы, Суговушан, Тепекенд входят в состав Чайлинского сельского административно-территориального округа Агдеринского района, при этом село Чайлы является центром этого сельского административно-территориального округа.
Село расположено в 13 км к северо-западу от районного центра — города Агдере, по обе стороны реки Тертер, в подножиях Муровдагского хребта. На западной окраине села находится Суговушанское водохранилище, созданное для обеспечения водой Тертерского, Геранбойского и Евлахского районов Азербайджана.

## История

### Период Азербайджанской ССР
В советский период населённый пункт назывался Мадагиз. В 1943 году Мадагизу был присвоен статус посёлка городского типа. На 1949 год здесь располагался промкомбинат с мебельной фабрикой, цехом по производству извести.
В 1953 году была открыта средняя школа.
Посёлок Мадагиз и село Мадагиз на 1977 год административно входили в состав Верин-Чайлинского сельсовета Мардакертского района Нагорно-Карабахской автономной области (НКАО) Азербайджанской ССР.
Указом Президиума Верховного Совета Азербайджанской ССР на 13 апреля 1978 года было постановлено утвердить исключение из списка населённых пунктов Мардакертского района посёлка городского типа Мадагиз как фактически несуществующего.
Указом Президиума Верховного Совета Азербайджанской ССР от 26 марта 1982 года было постановлено присвоить слившимся селениям Верин Чайлы и Неркин Чайлы наименование Чайлы и переименовать в связи с этим Верин-Чайлинский сельский Совет в Чайлинский сельский Совет с центром в селении Чайлы.
В период Азербайджанской ССР основными занятиями населения села Суговушан (в советский период Мадагиз) были животноводство и зерноводство. В селе имелись средняя школа, клуб, библиотека, киноустановка, медицинский пункт.

### Карабахский конфликт
2 сентября 1991 года на совместной сессии Нагорно-Карабахского областного и Шаумяновского районного Советов народных депутатов была принята Декларация о провозглашении Нагорно-Карабахской Республики в границах Нагорно-Карабахской автономной области (НКАО) и сопредельного Шаумяновского района Азербайджанской ССР.
26 ноября 1991 года Верховный Совет Азербайджанский Республики принял закон «Об упразднении Нагорно-Карабахской автономной области Азербайджанской Республики». В этом законе было постановлено помимо упразднения Нагорно-Карабахской Автономной Области (НКАО), в том числе также и переименование Мардакертского района в Агдеринский район.
С началом Первой карабахской войны Мадагиз оказался в зоне боевых действий. В ходе летнего наступления 1992 года Азербайджанские войска восстановили контроль над большей частью Агдеринского района. Азербайджан восстановил контроль над Мадагизом 16-18 июня 1992 года. Утром 4 июля 1992 года Азербайджан восстановил контроль над городом Агдере.
Решением Милли Меджлиса Азербайджанской Республики от 25 августа 1992 года Чайлинский сельсовет был передан из состава Агдеринского района в состав Тертерского района. Сам Агдеринский район впоследствии решением Милли Меджлиса Азербайджанской Республики от 13 октября 1992 года был упразднён, а его территория была поделена между Агдамским, Кельбаджарским и Тертерским районами.
Однако в результате наступления армянским войскам к 25 февраля 1993 года удалось занять территорию почти всего на тот момент бывшего Агдеринского района. 27 июня, а по другим данным 7 июля 1993 года армянские вооружённые формирования заняли город Агдере. Мадагиз был занят армянскими вооружёнными формированиями 22-25 апреля 1994 года во время наступления на г. Тертер, и таким образом попал под контроль непризнанной Нагорно-Карабахской Республикой (НКР).
В 2005 году в переписи населения непризнанной республики населённый пункт именовался Мадахис (арм. Մադաղիս) и был указан в составе Мартакертского района НКР.
В апреле 2016 года в ходе армяно-азербайджанских столкновений село вновь оказалось в зоне боевых действий. 5 апреля 2016 года Министерство обороны Азербайджана сообщило о нанесении удара по штабу военной базы противника в Мадагизе.

### Вторая карабахская война
27 сентября 2020 года в Нагорном Карабахе возобновились интенсивные бои. Министерство обороны Азербайджана заявило, что к утру 2 октября Азербайджанские войска установили контроль над господствующими высотами вокруг Мадагиза. 3 октября президент Азербайджана Ильхам Алиев заявил в Твиттере о возвращении под контроль Азербайджана села Азербайджанскими войсками и о переименовании Мадагиза в Суговушан (соответствующий закопроект был принят Милли Меджлисом 6 октября 2020 года, после чего уже закон был подписан самим Алиевым).
8 октября 2020 года ОАО «Мелиорация и водное хозяйство Азербайджана» объявило о начале подачи воды из Суговушанского водохранилища в Тертерский, Геранбойский и Евлахский районы Азербайджана после 30-летнего перерыва. 9 и 11 октября Министерство обороны Азербайджана распространило видеорепортажи из Суговушана.
26 октября село и расположенное здесь водохранилище посетили корреспонденты «Euronews», прибыв сюда из Азербайджанского города Нафталан.
По итогам боевых действий в сентябре 2023 года Азербайджан восстановил свой контроль над всей территорией на тот момент бывшего Агдеринского района. Законом от 5 декабря 2023 года в связи с воссозданием Агдеринского района из частей Агдамского, Кельбаджарского и Тертерского районов, Чайлинский сельский административно-территориальный округ вместе с входящим в округ селом Суговушан был передан из состава Тертерского района в состав Агдеринского района. В настоящее время село Суговушан входит в состав Чайлинского сельского административно-территориального округа Агдеринского района Азербайджана.

## Население
По состоянию на 1 января 1933 года в селе проживало 479 человек (88 хозяйств), все — армяне.
По состоянию на 2005 год в селе проживало 404 человека. По данным Государственного комитета по работе с беженцами и вынужденными переселенцами Азербайджана, на 2020 год в республике проживало 66 вынужденных переселенцев из Суговушана.
| Национальный состав |                                     |                                                                      |
| Год переписи        | 1959 по городским поселениям района | 1970 по посёлку городского типа Мадагиз, снятого с учёта в 1978 году |
| армяне              | 418 (88,7 %)                        | ↘236 (87,1 %)                                                        |
| азербайджанцы       | 30 (6,4 %)                          | ▬30 (11,1 %)                                                         |
| русские             | 14 (3,0 %)                          | ↘2 (0,7 %)                                                           |
| другие              | 9 (1,9 %)                           | 3 (1,1 %)                                                            |
| всего               | 471 (100 %)                         | 271 (100 %)                                                          |

### Современный период
7 марта 2024 года  АЗЕРТАДЖ сообщил, что в Суговушане строятся пять пятиэтажных многоквартирных домов, а также о планах переселения в Суговушан бывших вынужденных переселенцев до конца 2024 года.
19 марта 2025 года АЗЕРТАДЖ сообщил, что в село Суговушан в составе первой группы переселились 20 семей бывших вынужденных переселенцев. В целом же, в связи с переселением в село была проведена перепись 180 семей из 591 человек.
5 апреля 2025 года в село переселились 53 семьи (174 человека) бывших вынужденных переселенцев. Им были предоставлены для проживания квартиры в новых частных жилых домах. Это были семьи бывших вынужденных переселенцев, которые ранее временно проживали в различных местах страны, преимущестенно в общежитиях, санаториях и административных зданиях.
7 апреля 2025 года в село были переселены 53 семьи из 185 человек.
9 апреля 2025 года в село были переселены 54 семьи из 179 человек.
На 19 апреля 2025 года в село Суговушан в общем уже было переселено 180 семей из 592 человек.

## Восстановление после войны

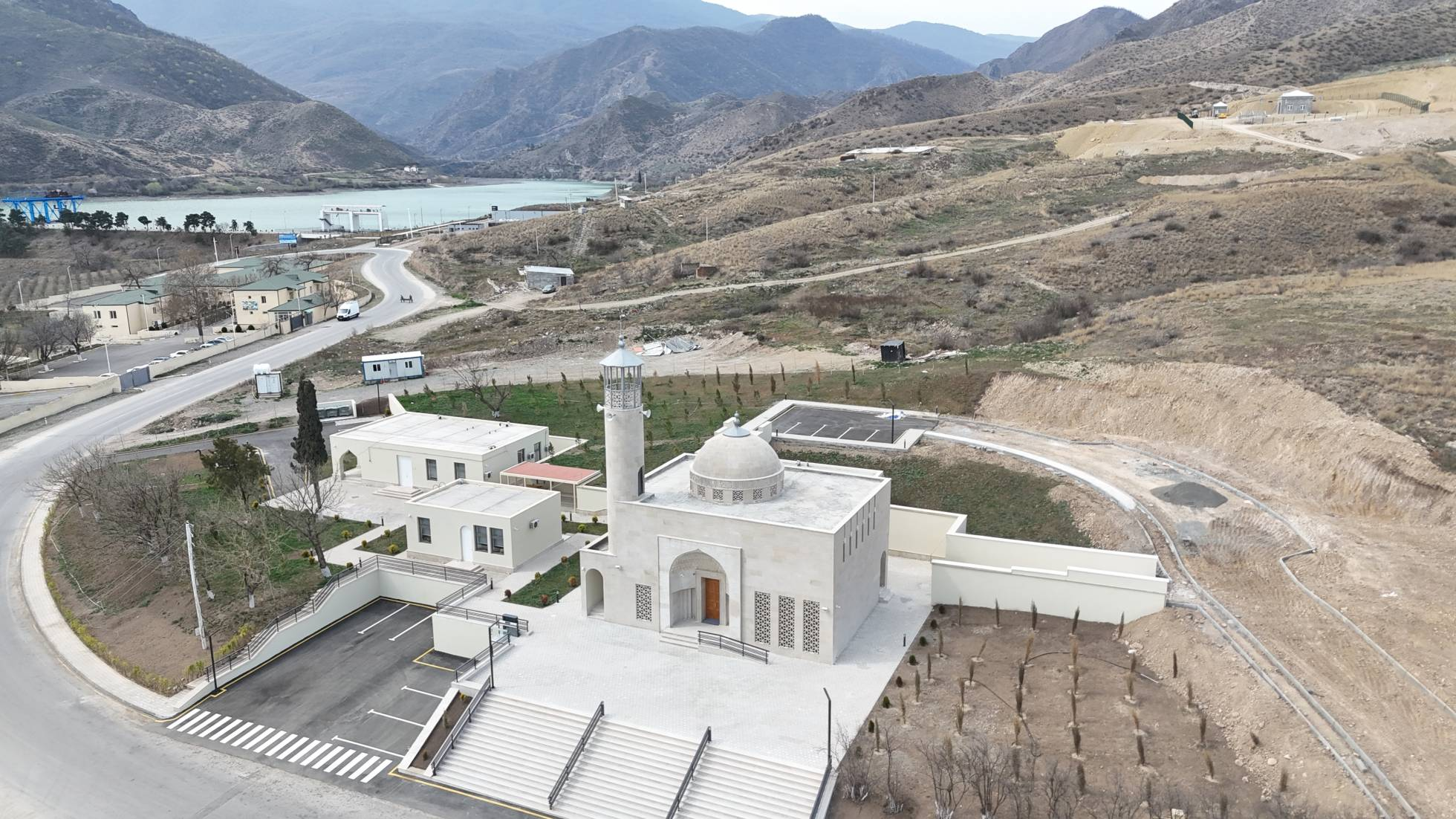
Мечеть в Суговушане Март 2025

Начато послевоенное восстановление. 3 октября 2021 года открыты после реконструкции малые гидроэлектростанции «Суговушан-1» и «Суговушан-2». Общая мощность электростанций составляет 7,8 мегаватт. 

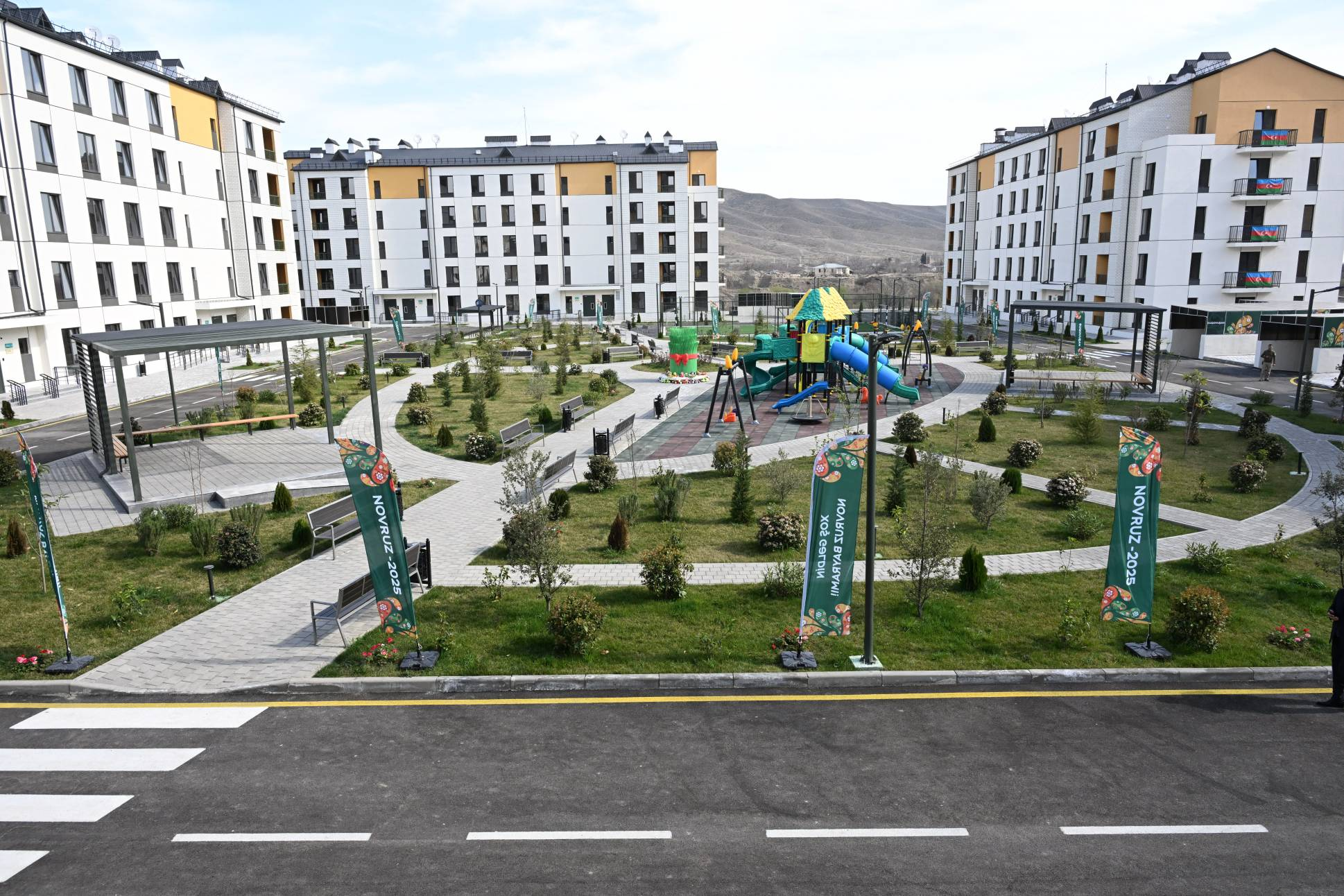
Жилой комплекс в Суговушане, Март 2025

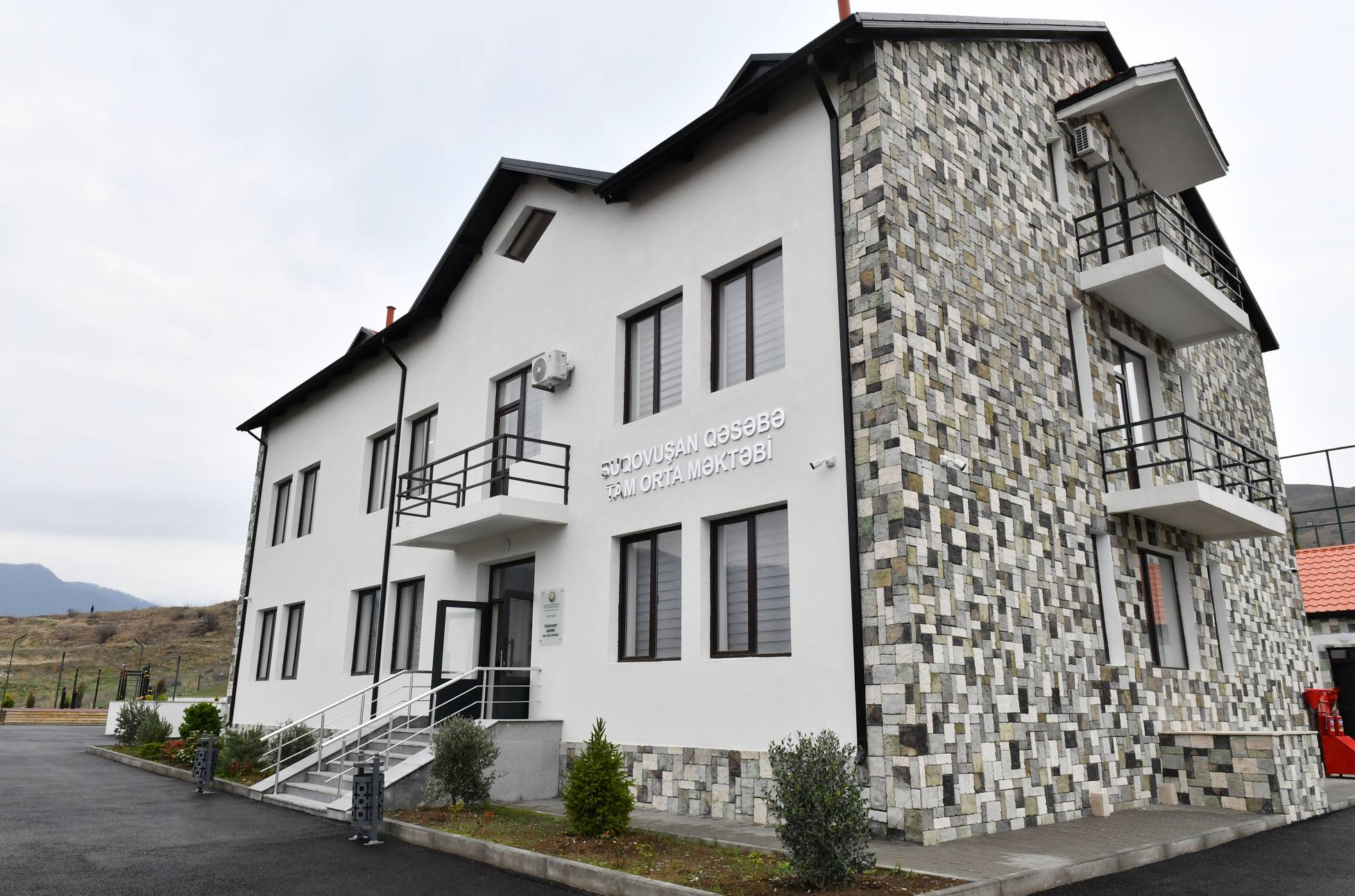
Восстановленная после войны средняя школа

В марте 2023 года начато строительство жилых кварталов. На территории 2 гектар осуществляется строительство жилого квартала из 5 пятиэтажных многоквартирных домов на 190 квартир.
В марте 2022 года начато строительство мечети. 18 марта 2025 года мечеть сдана в эксплуатацию. Вместимость мечети составляет 100 человек.
Также 18 марта 2025 года сдан в эксплуатацию жилой комплекс площадью 2,3 гектара из пяти 5-этажных зданий.
Проложены автомобильные дороги. Обеспечены электричество, связь. Проведены водопроводные линии. Обеспечено газоснабжение.
Осуществлён капитальный ремонт здания средней школы на 144 ученических места.

## Галерея

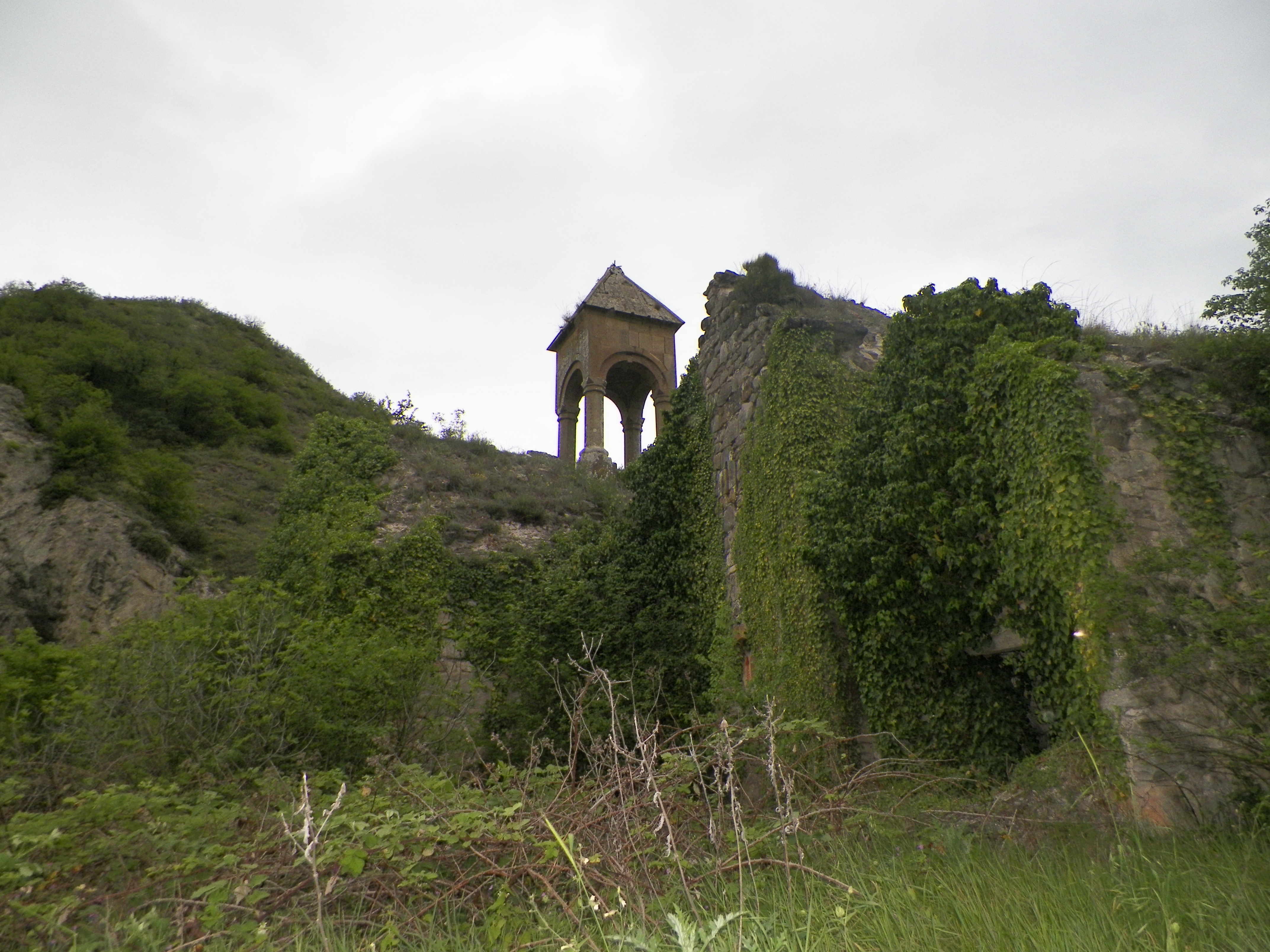
Монастырь Святого Апостола Егише (Св. Елисея), находится в списке памятников архитектуры местного значения в Азербайджане
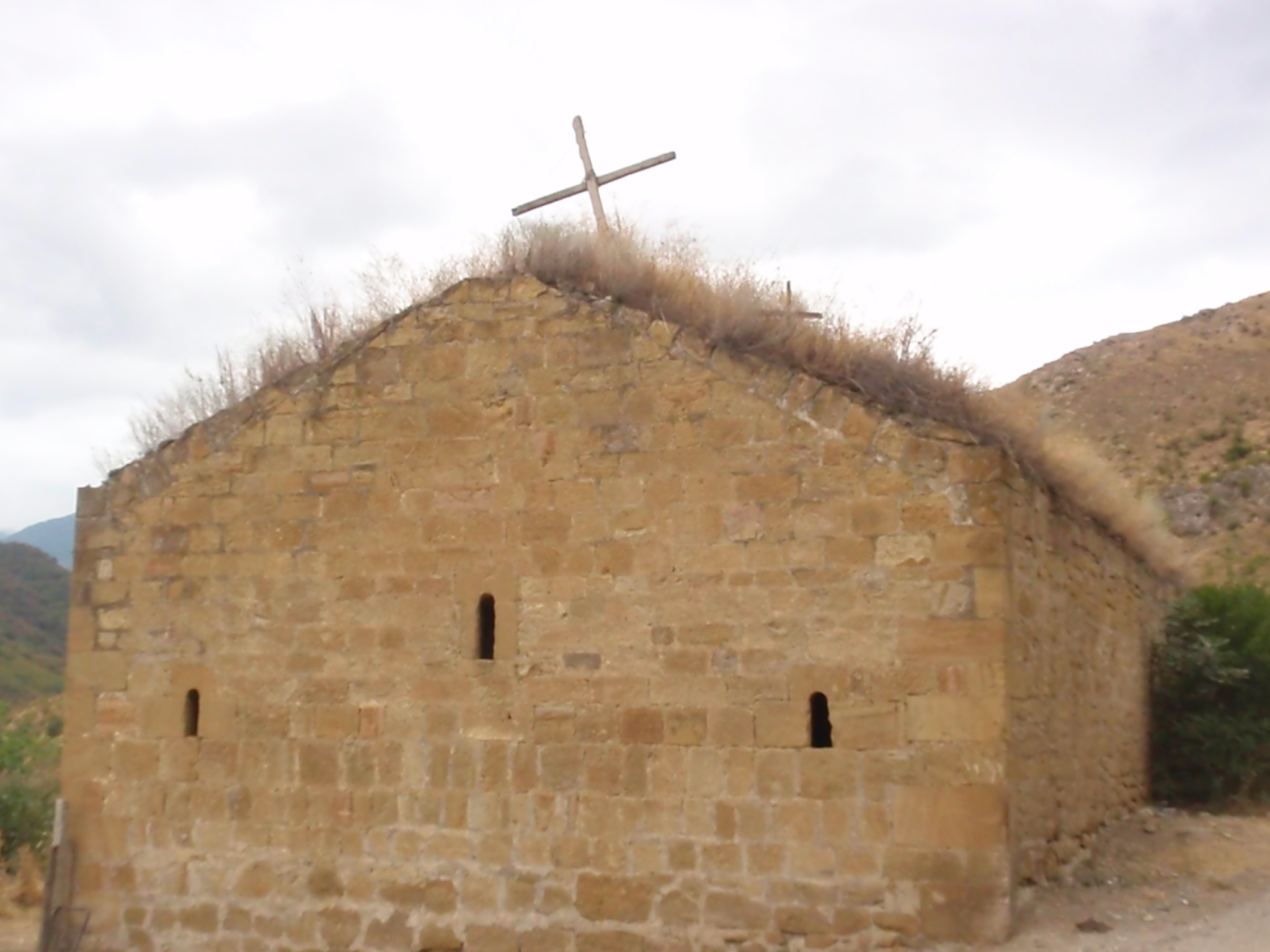
Церковь Св. Апостола Егише (Св. Елисея) в северо-западной части Суговушана
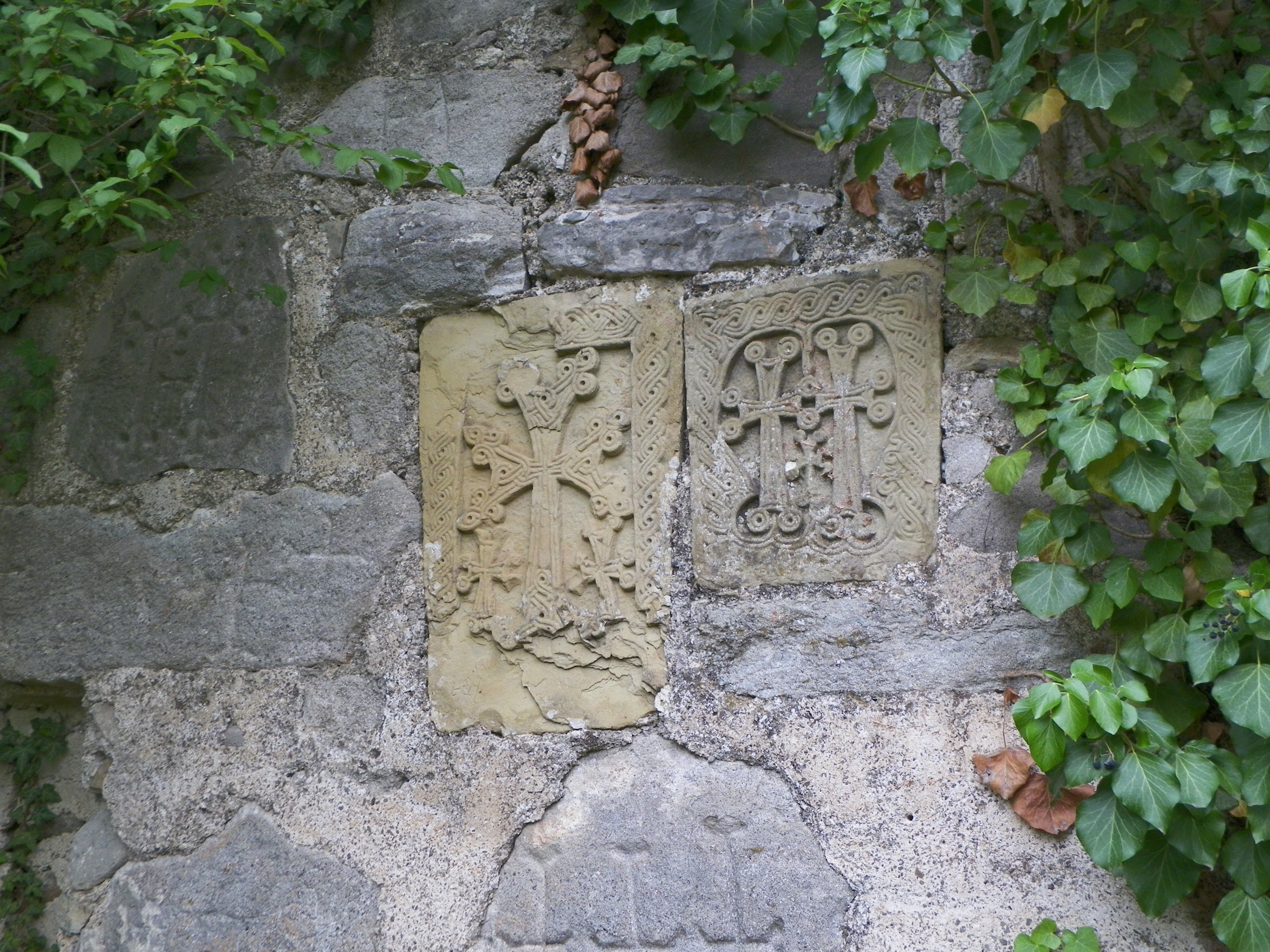
Армянские хачкары в стене в монастыре Св. Апостола Егише
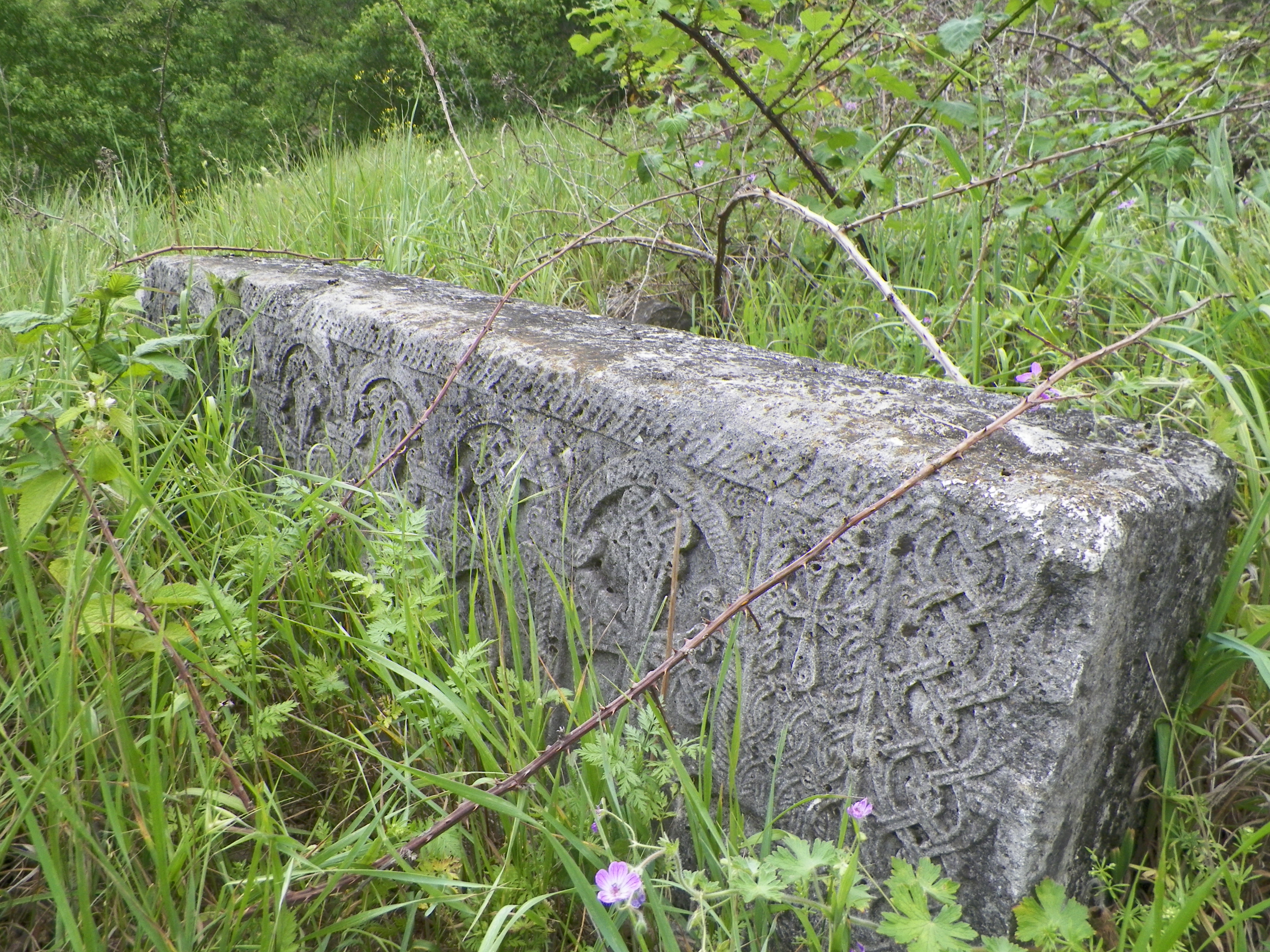
Древнее кладбище в районе монастыря
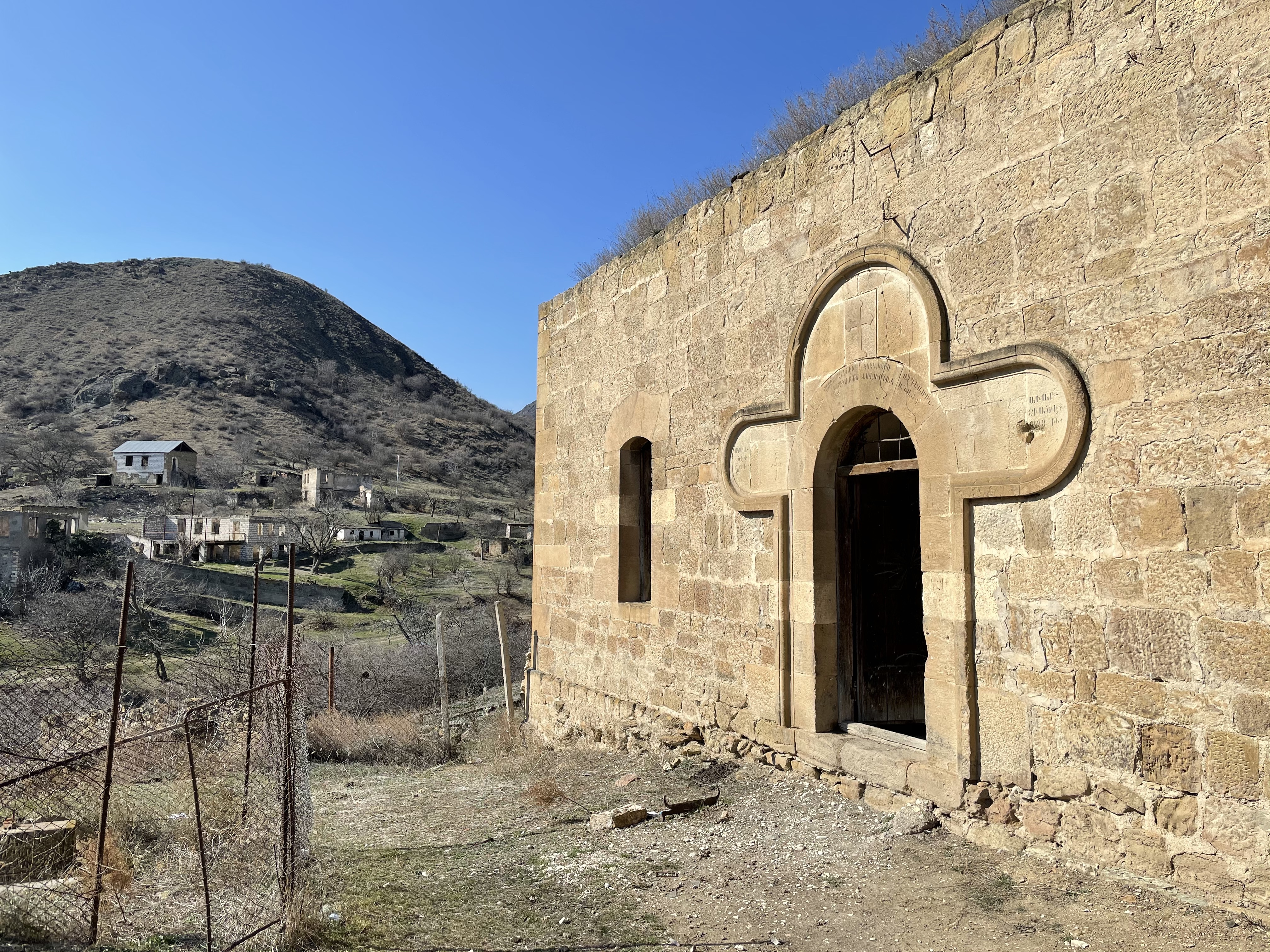
Церковь в Суговушане в феврале 2021 года после того, как село вернулось под контроль Азербайджана